# Abdelhafid Ihaddaden
Pour les articles homonymes, voir Ihaddaden (homonymie).
 (mai 2013).
Si vous disposez d'ouvrages ou d'articles de référence ou si vous connaissez des sites web de qualité traitant du thème abordé ici, merci de compléter l'article en donnant les références utiles à sa vérifiabilité et en les liant à la section « Notes et références ».
Abdelhafid Ihaddaden, né le 8 mars 1932 à Sidi Aïch, mort le 11 juillet 1961 à Casablanca, est le premier physicien nucléaire africain et militant nationaliste algérien,,,.

## Biographie
Abdelhafid Ihaddaden est issu d’une grande famille de jurisconsultes, de cadis et de notaires, originaire de Toudja en Kabylie. Il naît le 8 mars 1932 à Sidi Aïch où son père, Mohand Saïd, exerce les fonctions de cadi-notaire.

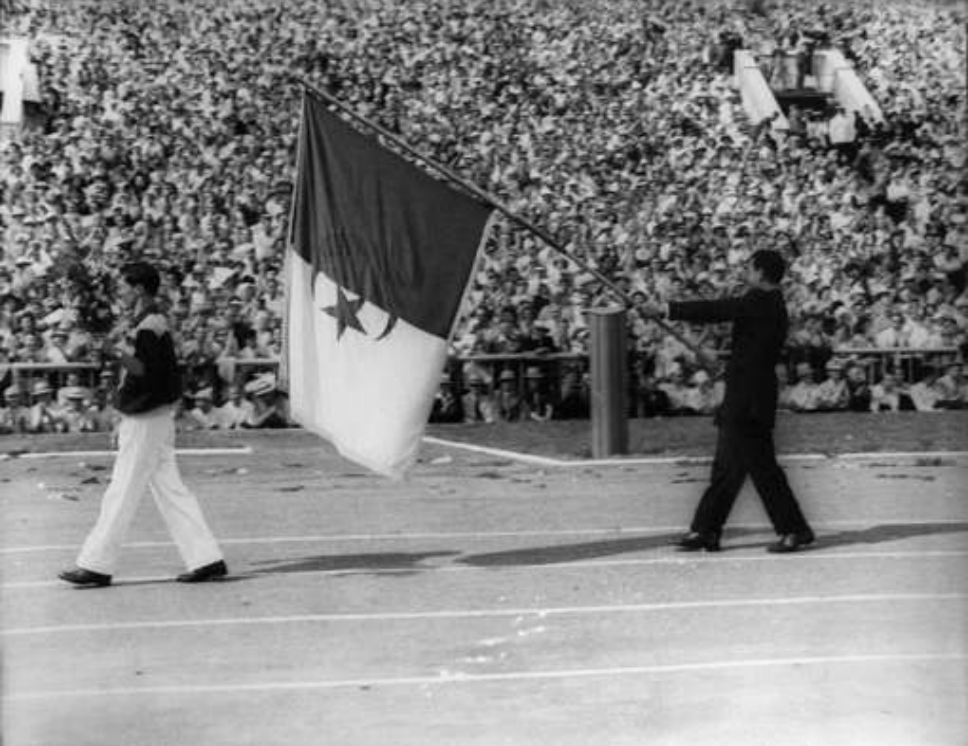
Abdelhafid Ihaddaden représente l'Algérie en tant que porte-drapeau lors du défilé de la délégation algérienne au stade Lénine à Moscou, lors de l'inauguration du 6e Festival Mondial de la Jeunesse et des Étudiants pour la Paix et l'Amitié.

Son parcours scolaire est riche et brillant. Il fait ses études primaires à Taher (Jijel) de 1938 à 1944. Ensuite, de retour au village de ses parents à Toudja, Abdelhafid entame ses études au collège de Bougie de 1944 à 1948. Puis il continue ses études secondaires à Sétif de 1948 à 1951, où il décroche le baccalauréat avec mention, avant de s'envoler vers la France où il continue ses études supérieures à l'École nationale supérieure d'arts et métiers de Paris de 1951 à 1956.
La dernière étape de son cursus le mène à l'Université technique de Prague en Tchécoslovaquie où, grâce à une bourse d’études de l'Union internationale des étudiants (UIE), il poursuit des études en génie nucléaire. En 1961, il obtient le diplôme d'ingénieur en énergie nucléaire.

## Explosion de l'avion Iliouchine 18
Abdelhafid Ihaddaden est mort le 11 juillet 1961 dans l'explosion de l'avion  Iliouchine Il-18 de la compagnie tchécoslovaque, qui le transportait de Prague à Bamako via Rabat. Au bord de l’appareil se trouve Ihaddaden ainsi que huit spécialistes algériens dans les mines, l’électronique et du génie nucléaire. Tous ont trouvé la mort. 

## Citations
- « Une centrale atomique n’est pas un jouet que l’on calcule sur du papier. Il faut la voir et connaître tous ses rouages pour que demain je sois capable seul de la guider et même de concevoir tous les éléments pour sa construction ». Il s’agit là d’un extrait d’une lettre manuscrite adressée par Abdelhafid à son frère Zahir Ihaddaden, le 26 avril 1961[5].